# Raasiku (plaats)
Raasiku (Duits: Rasik) is een plaats in de Estlandse gemeente Raasiku, provincie Harjumaa. De plaats heeft de status van groter dorp of vlek (Estisch: alevik). Het is niet de hoofdplaats van de gemeente Raasiku; dat is Aruküla.
Raasiku heeft een station aan de spoorlijn Tallinn - Narva.

## Bevolking
De plaats had 1210 inwoners op 31 december 2011 en 1399 inwoners op 31 december 2021.

## Geschiedenis
In 1254 werd het dorp Raasiku voor het eerst genoemd onder de naam Raseke. In 1497 was voor het eerst sprake van een landgoed Rasseke. Het landgoed werd opgezet door het Cisterciënzer klooster in Padise. Na de ondergang van het klooster in de 16e eeuw behoorde het landgoed toe aan een reeks Baltisch-Duitse families, onder wie de la Gardie, von Stackelberg, von Loewenstern en von Sivers. Het landhuis van het landgoed, gebouwd in de tweede helft van de 19e eeuw, werd in 1905 door een brand verwoest en is nooit meer opgebouwd.
In 1930 kreeg Raasiku de status van vlek (alevik). In 1977 werd Haljava, ook een vlek, bij Raasiku gevoegd.
De plaatselijke kerk, gewijd aan Johannes de Doper en bekend onder de naam Harju-Jaani kirik (‘kerk van Sint-Jan in Harjumaa’), bestaat al sinds 1322. De huidige lutherse kerk is gebouwd in 1863.

## Foto's

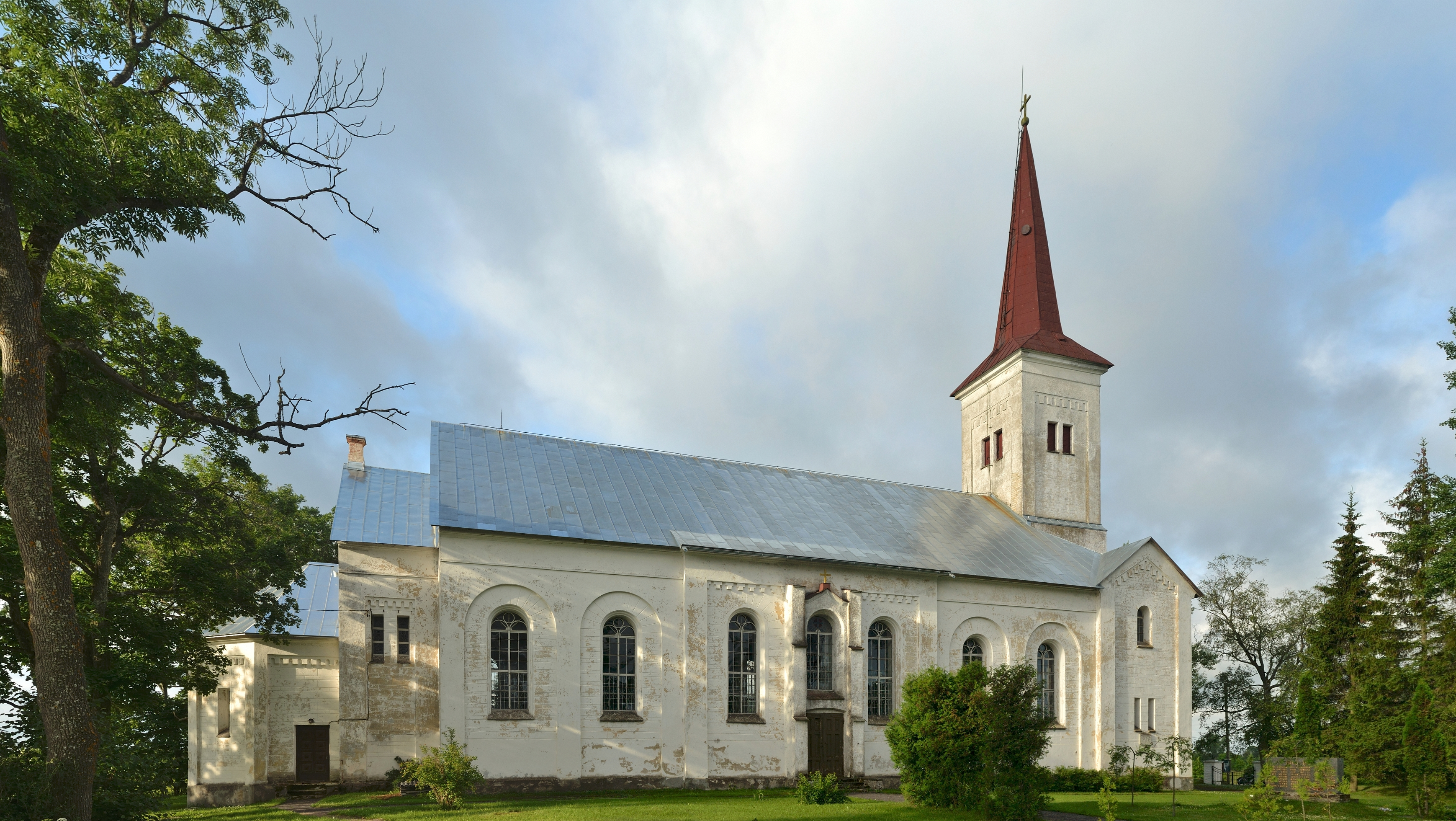
De kerk van Raasiku
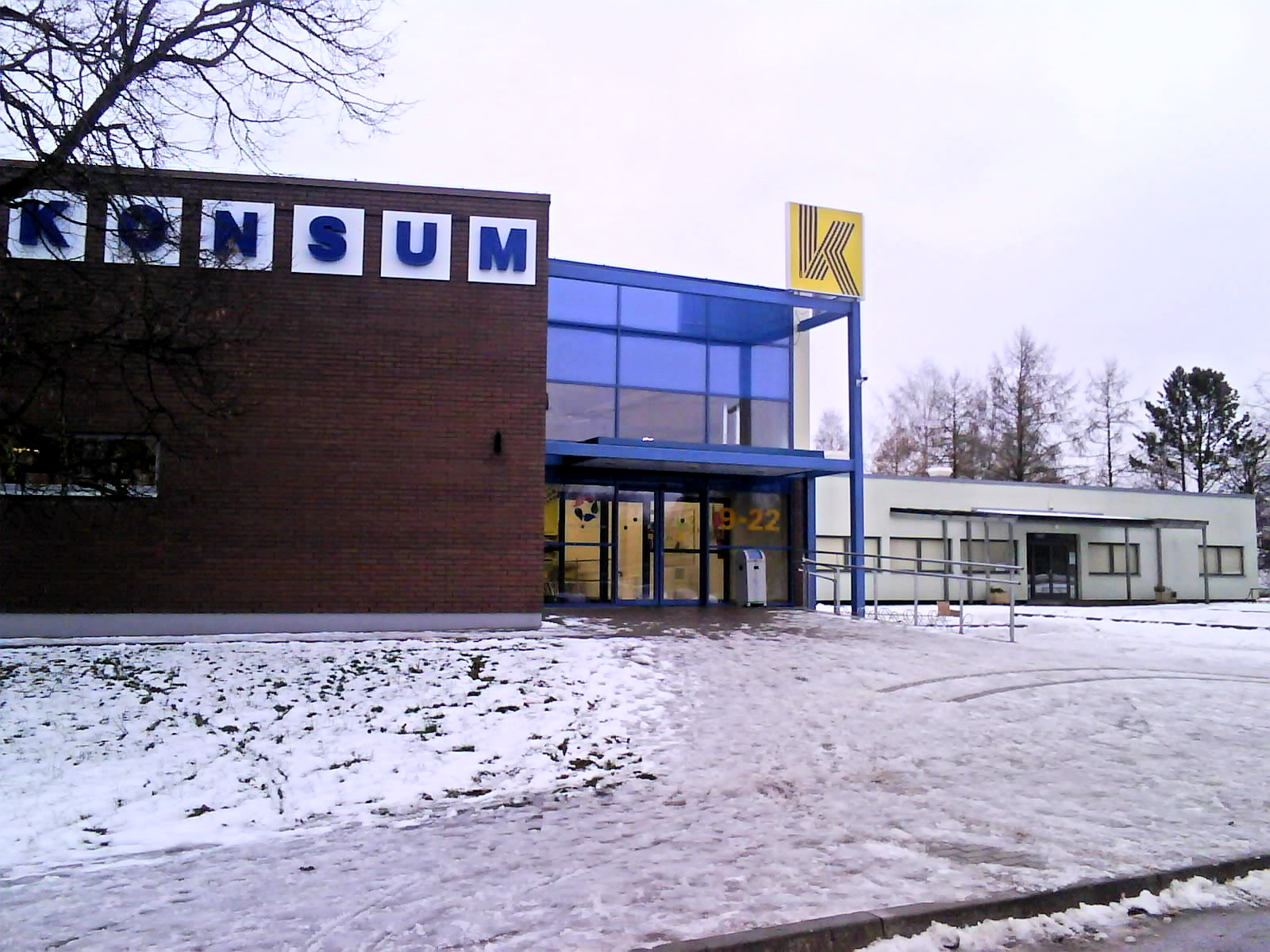
Supermarkt
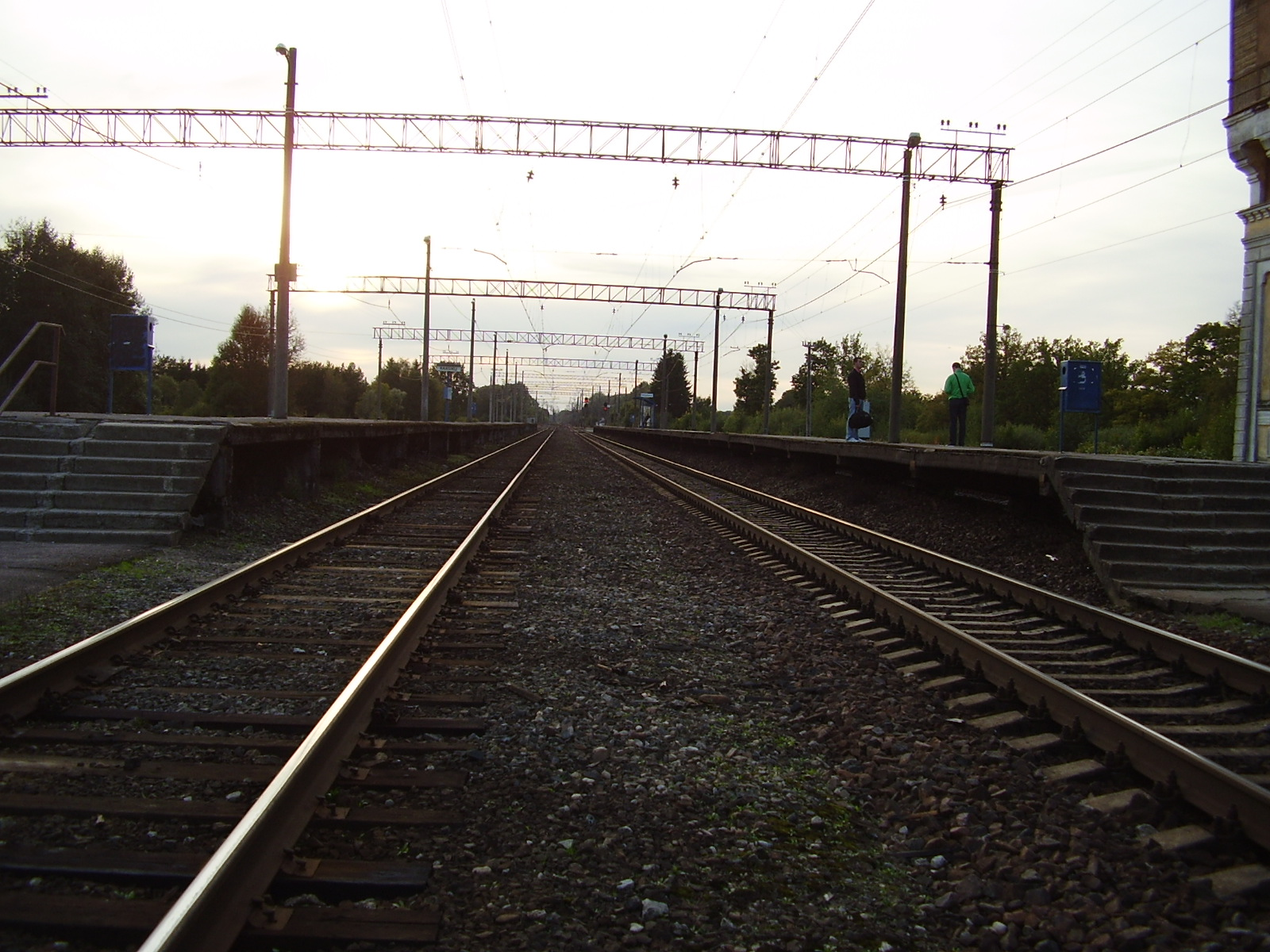
Station
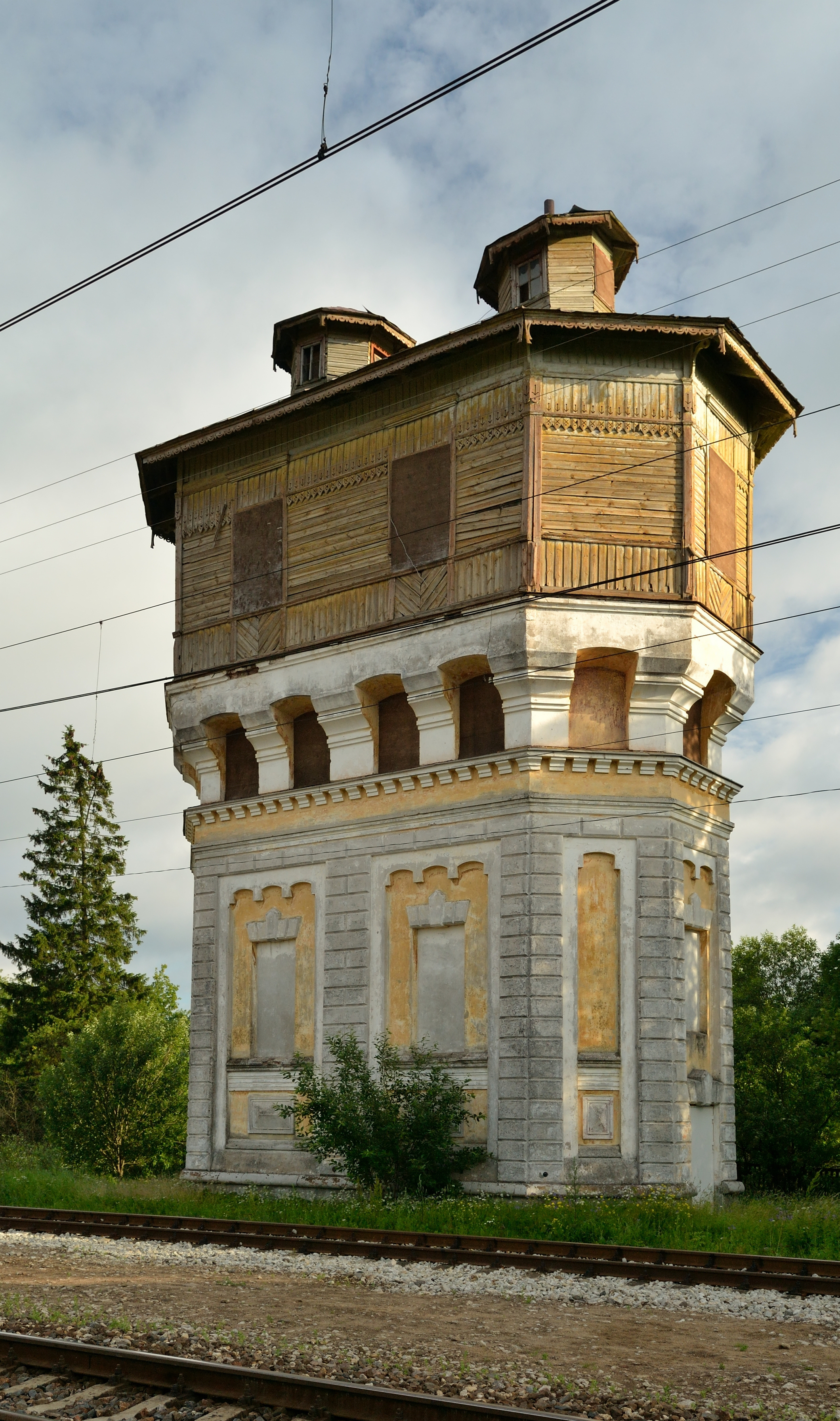
Watertoren bij het station
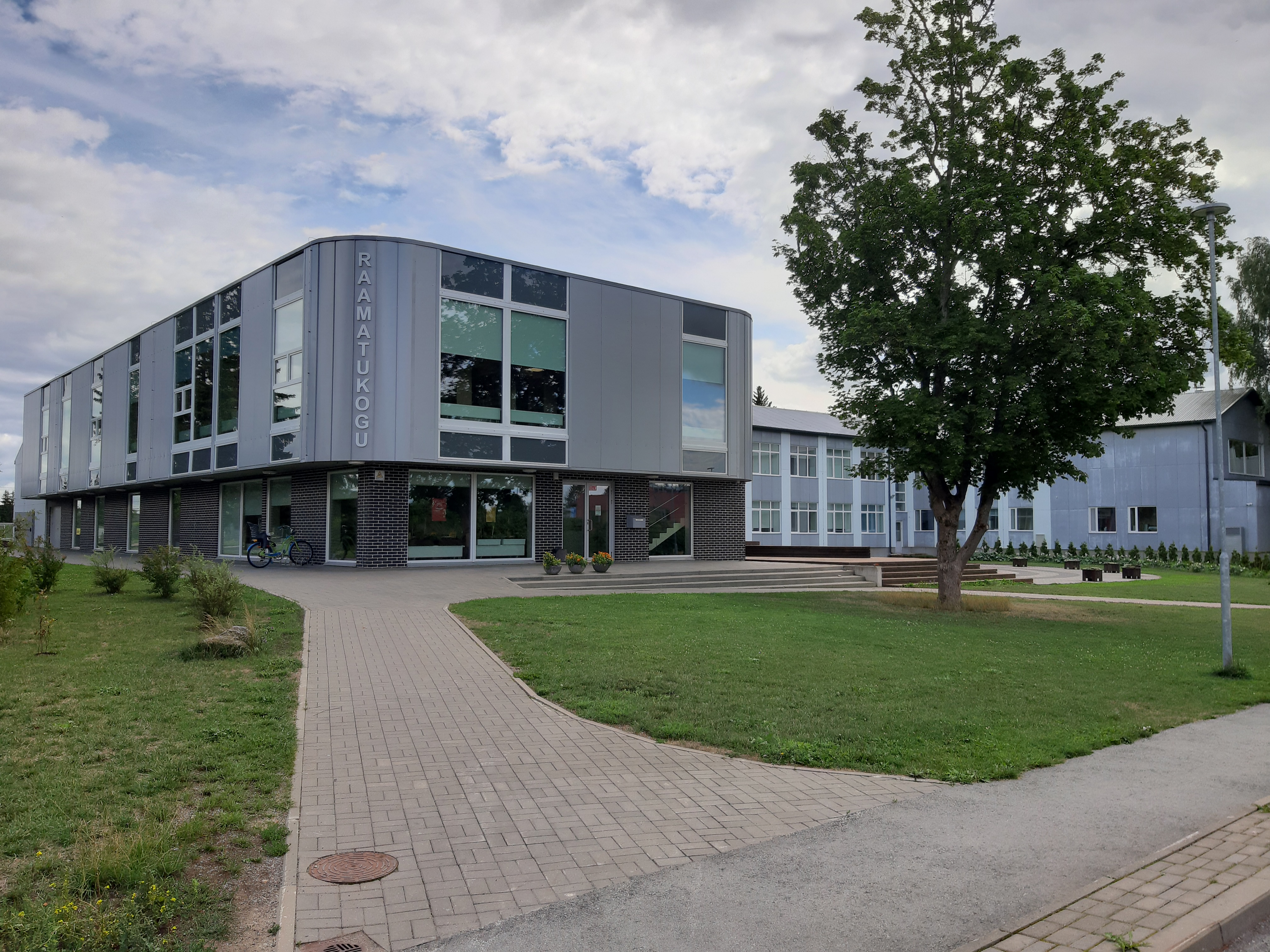
Bibliotheek